# Cetatea Șoimoș

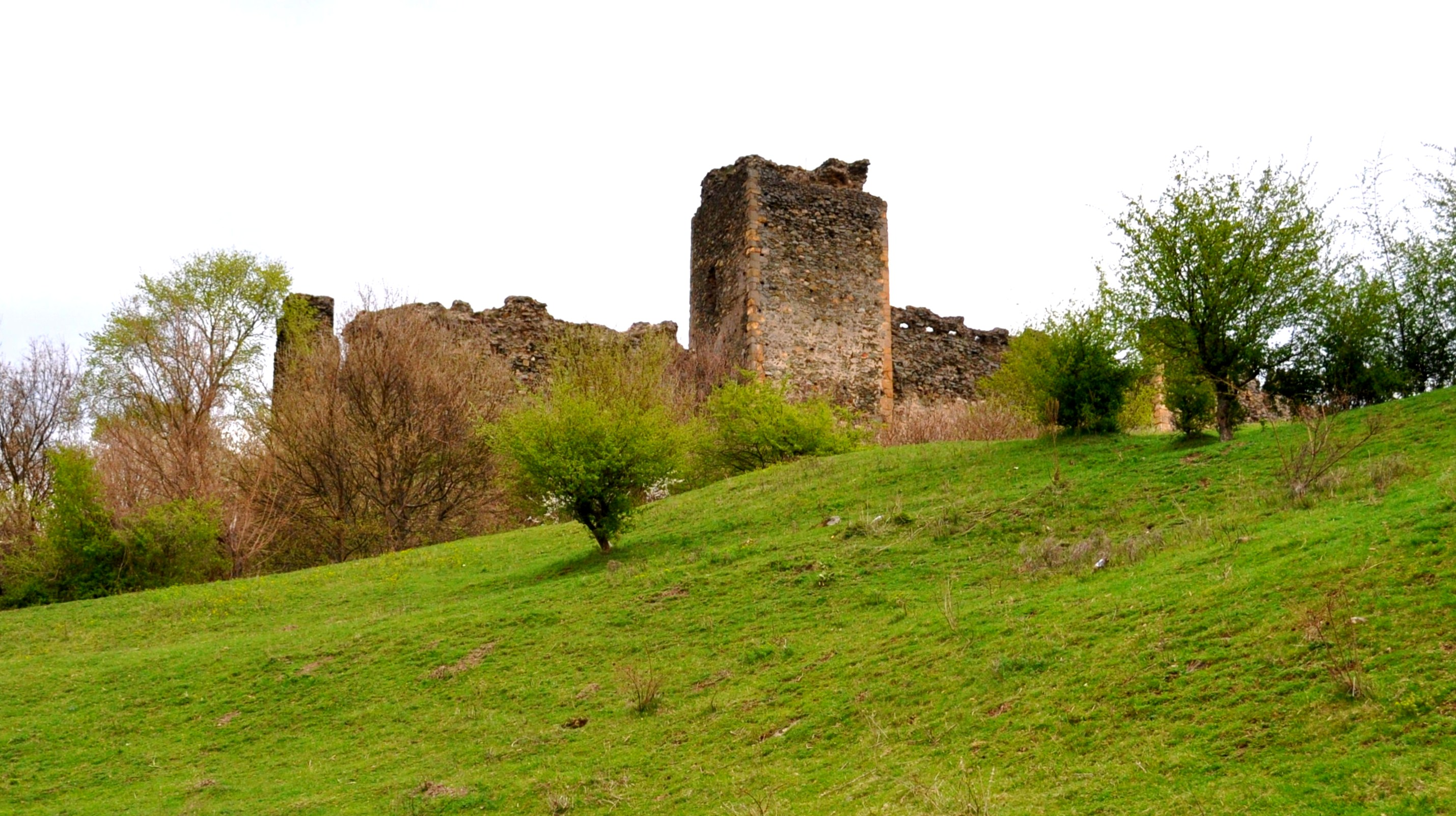
Cetatea Șoimoș, foto: aprilie 2012.

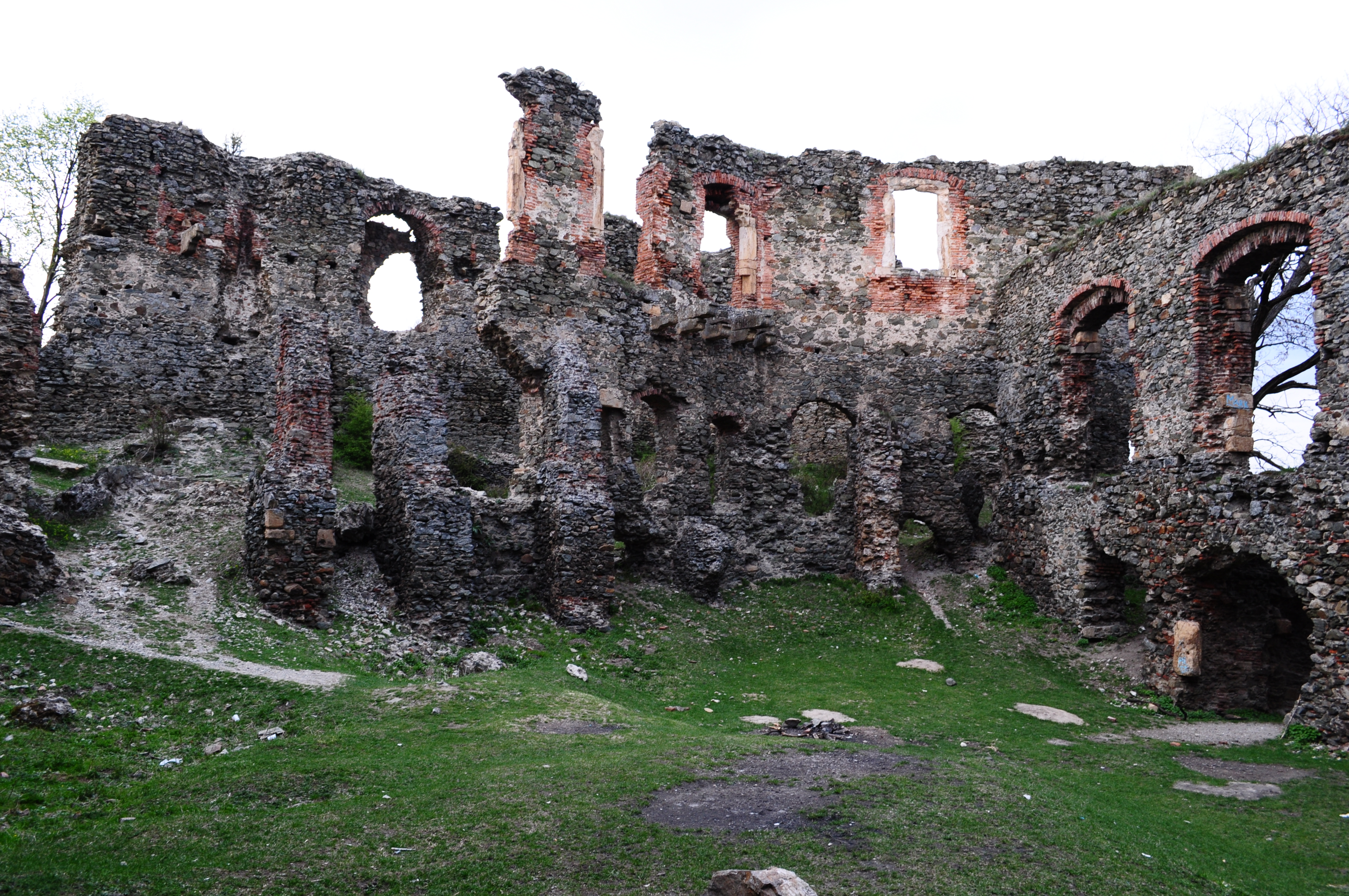
Ruinele Cetății Șoimoș pe dealul Cioaca Tăutului de lângă Lipova, foto: aprilie 2012.

Cetatea Șoimoș se află pe malul drept al Mureșului, vizavi de Lipova, pe dealul Cioaca Tăutului. A fost construită după primele invazii ale tătarilor în zonă și este atestată documentar din anul 1278. Cetatea Șoimoș se află pe lista monumentelor istorice, cod LMI AR-II-a-A-00618.

## Istoric
Cetatea a fost construită către sfârșitul secolului al XIII-lea de către o familie nobiliară. Prima atestare documentară datează din anul 1278, când banul Pál donează „Castrum Somos” fiilor fratelui său. Rolul ei a crescut constant începând cu voievodul Ladislau Kán al II-lea care a stăpânit cetatea prin doi interpuși care erau și comiți de Arad: Alexandru (1310) și Dominic (1311). După 1315 ajunge domeniu regal, fiind reședința comiților și vicecomiților de Arad.
Către mijlocul secolului al XV-lea este donată succesiv, trecând prin mâinile mai multor stăpâni, în final regele Vladislav I donând-o familiei Ország (1440-1444). În anul 1456 a intrat în posesia lui Iancu de Hunedoara, care apoi a dăruit-o căpitanului husit ceh Jan Giskra în 1471.
În 1509 cetatea și domeniul au ajuns în stăpânirea lui Gheorghe Hohenzollern de Brandenburg, care a practicat o crâncenă exploatare. Ea a fost asediată în 1514 de răsculații români și maghiari conduși de Gheorghe Doja. După o scurtă rezistență, garnizoana cetății condusă de voievodul de Ciuci s-a răsculat împotriva oamenilor lui Gheorghe Hohenzollern și s-a alăturat insurgenților. Potrivit tradiției, tabăra răsculaților a fost așezată pe Dealul Cioilor din apropiere. În 1541, când Transilvania a devenit principat autonom, Șoimoșul a fost reședința principelui minor, Ioan Sigismund și a mamei sale, regina Isabela. În aceasta perioadă ea a fost întărită și înfrumusețată în stilul Renașterii, fiindu-i adăugate totodată bastioanele externe. În curtea interioară se văd până azi unele profile de piatră artistic sculptate de la apartamentele princiare situate la etaj.
Turcii au ocupat cetatea în anul 1552, după asedii repetate, iar în 1595 a fost recucerită de către György Borbély, căpitanul lui Ștefan Bathori, ajungând în custodia domnitorilor din Ardeal. Moise Secuiul - conducătorul luptei de rezistență împotriva ocupației austriece, întruchipate de generalul Gheorghe Basta -, după ce a fost înfrânt lângă Teiuș în anul 1602, s-a refugiat în cetatea Șoimoșului. Considerând însă mult prea nesigură această așezare, el a încheiat un pact de schimb cu pașa Bektaș din Timișoara, cedând castrul în schimbul cetății din Kladovo. În 1599-1600 cetatea a trecut în stăpânirea lui Mihai Viteazul. Castrul a fost eliberat definitiv de sub dominația turcească abia în anul 1688. Stricăciunile din timpul și de după asediu nu au mai fost remediate niciodată, fortificațiile începând să se ruineze. Nu s-au mai luat măsuri nici pentru conservare. În secolul al XVIII-lea cetatea și-a pierdut treptat importanța militară ca urmare a perfecționării artileriei. În apropierea cetății s-au ciocnit în 1784 răsculații lui Horia cu forțele imperiale și nobiliare. Părăsită definitiv în 1788, cetatea s-a ruinat tot mai mult. În ultimii ani s-au efectuat unele lucrări de consolidare a zidurilor. 

## Arhitectură
Castelul are turnuri interioare de formă aproximativ-triunghiulară, calea cea mai ușoară de acces fiind dinspre vest. Cărarea duce peste șanțul de apărare lat și adânc, pe puntea suspendată de odinioară așezată pe niște piloni uriași, spre poarta fortificațiilor exterioare, întărită cu un turn de apărare. Din cauza stării deplorabile a punții, intrarea în cetate prin acest loc este periculoasă în zilele noastre și din această cauză singura cale accesibilă este cea care duce de-a lungul șanțului spre o spărtură a zidului dinspre est. 
Curtea cetății interioare de dimensiuni considerabile (35x22 metri), este dominată de turnul porții și de turnul vechi, înalt de câteva etaje. Spre nord se situează Palatul reginei Izabela bogat împodobit cu sculpturi renascentiste. Remarcabil este balconul păstrat intact până în zilele noastre și care poartă tot numele suveranei de odinioară.
Din cetate se deschide o priveliște minunată atât către defileul Mureșului, cât și spre câmpia Aradului.

## Galerie de imagini

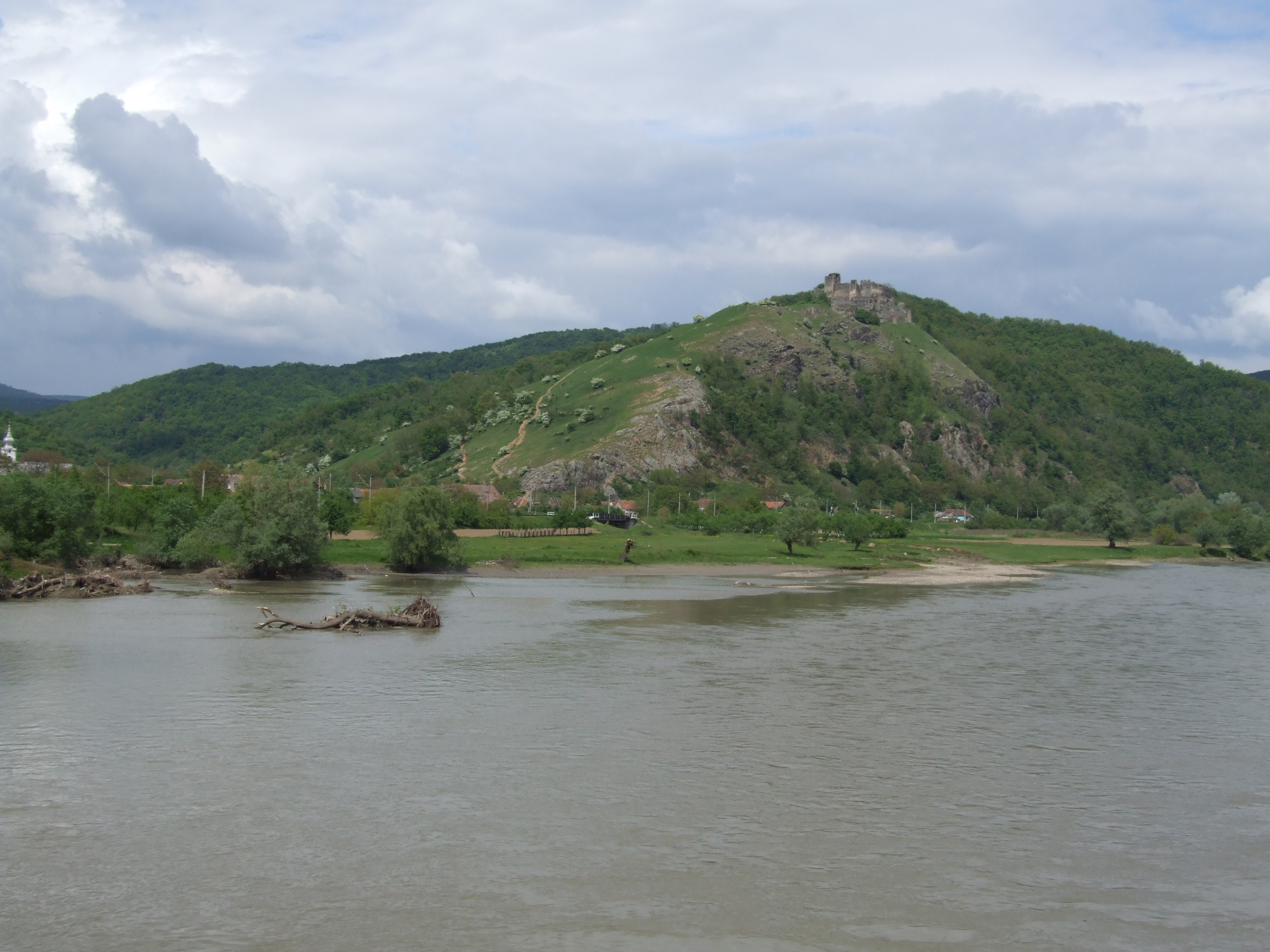
Vedere de pe malul Lipovei
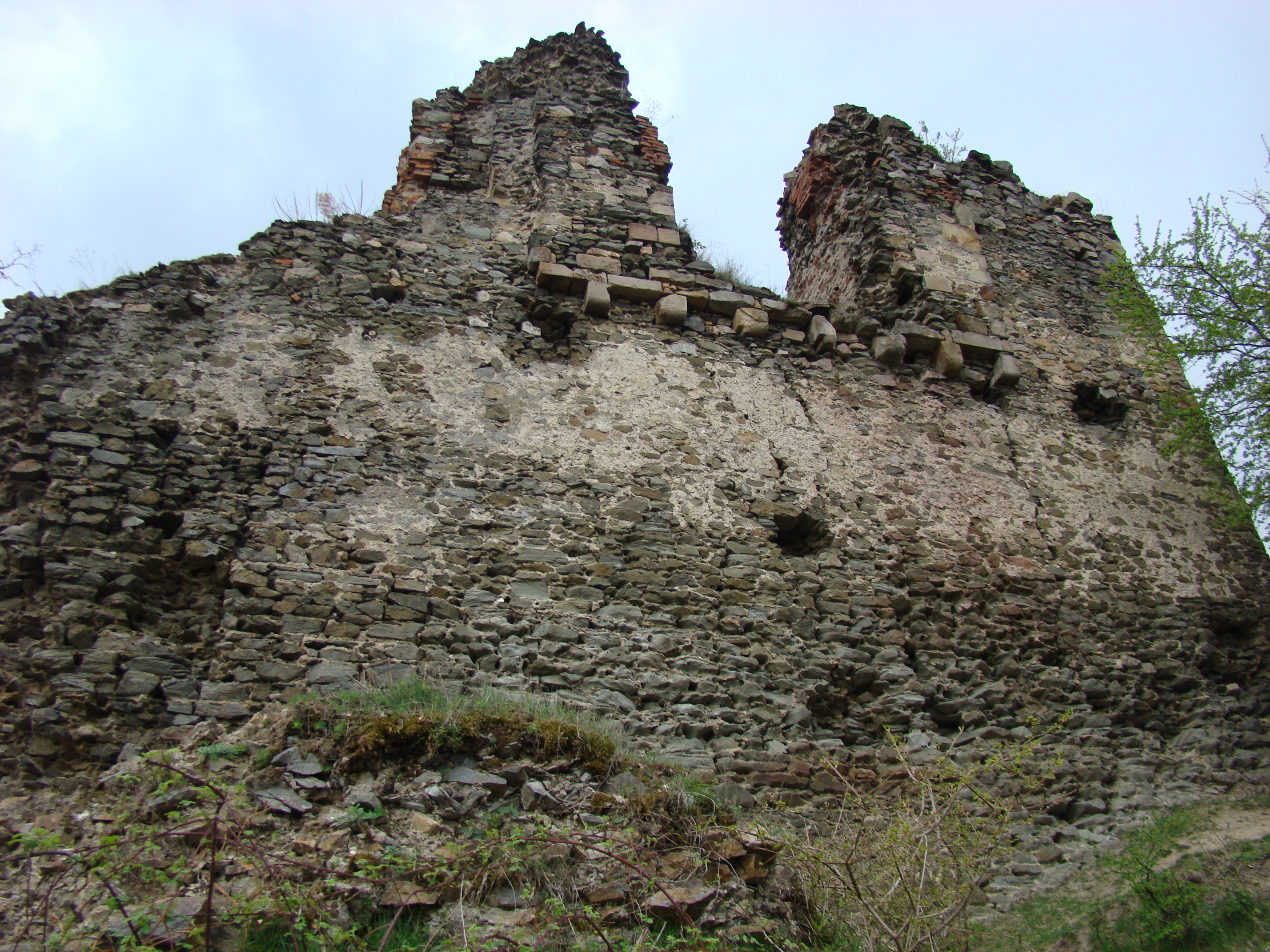
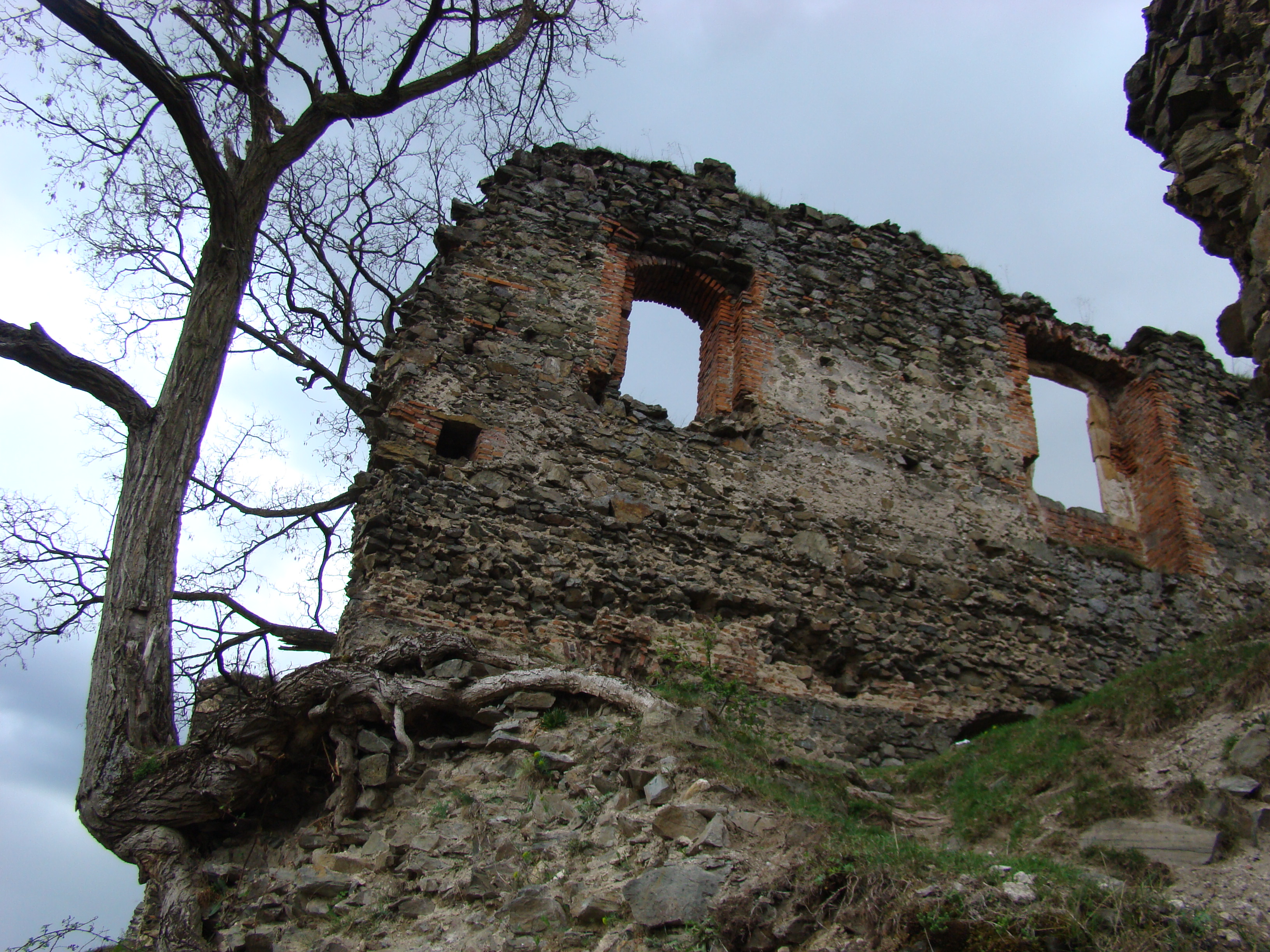
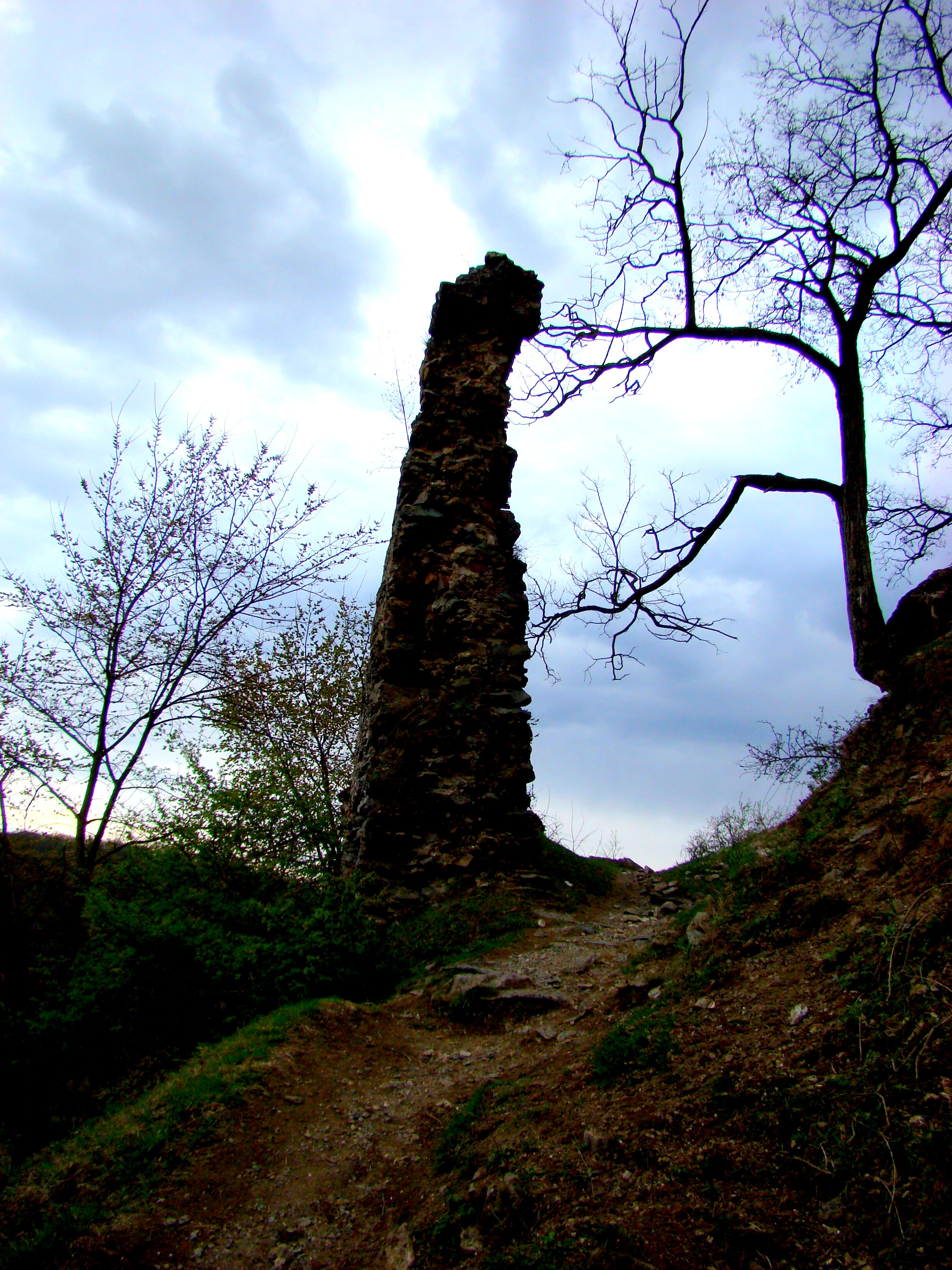
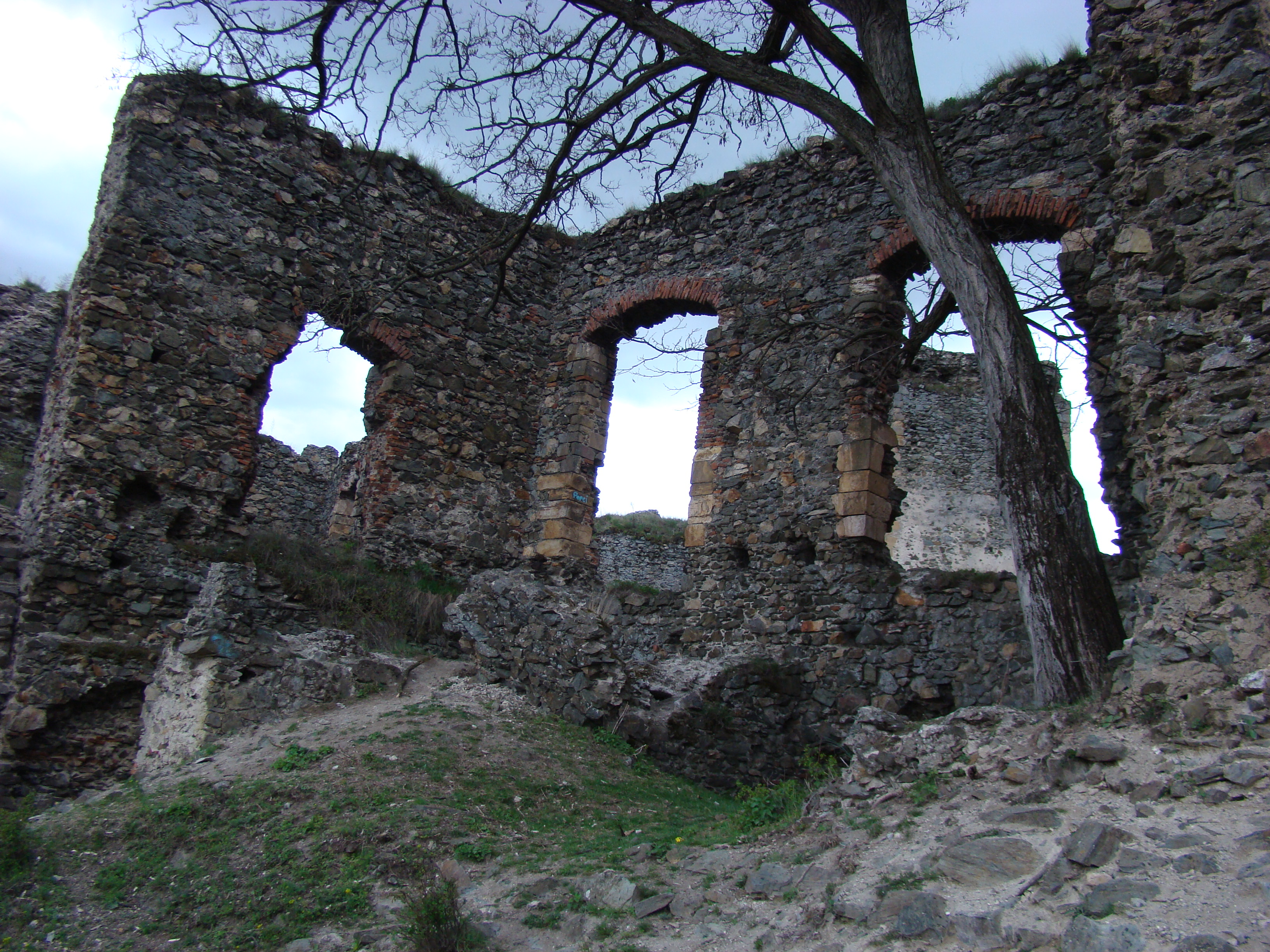
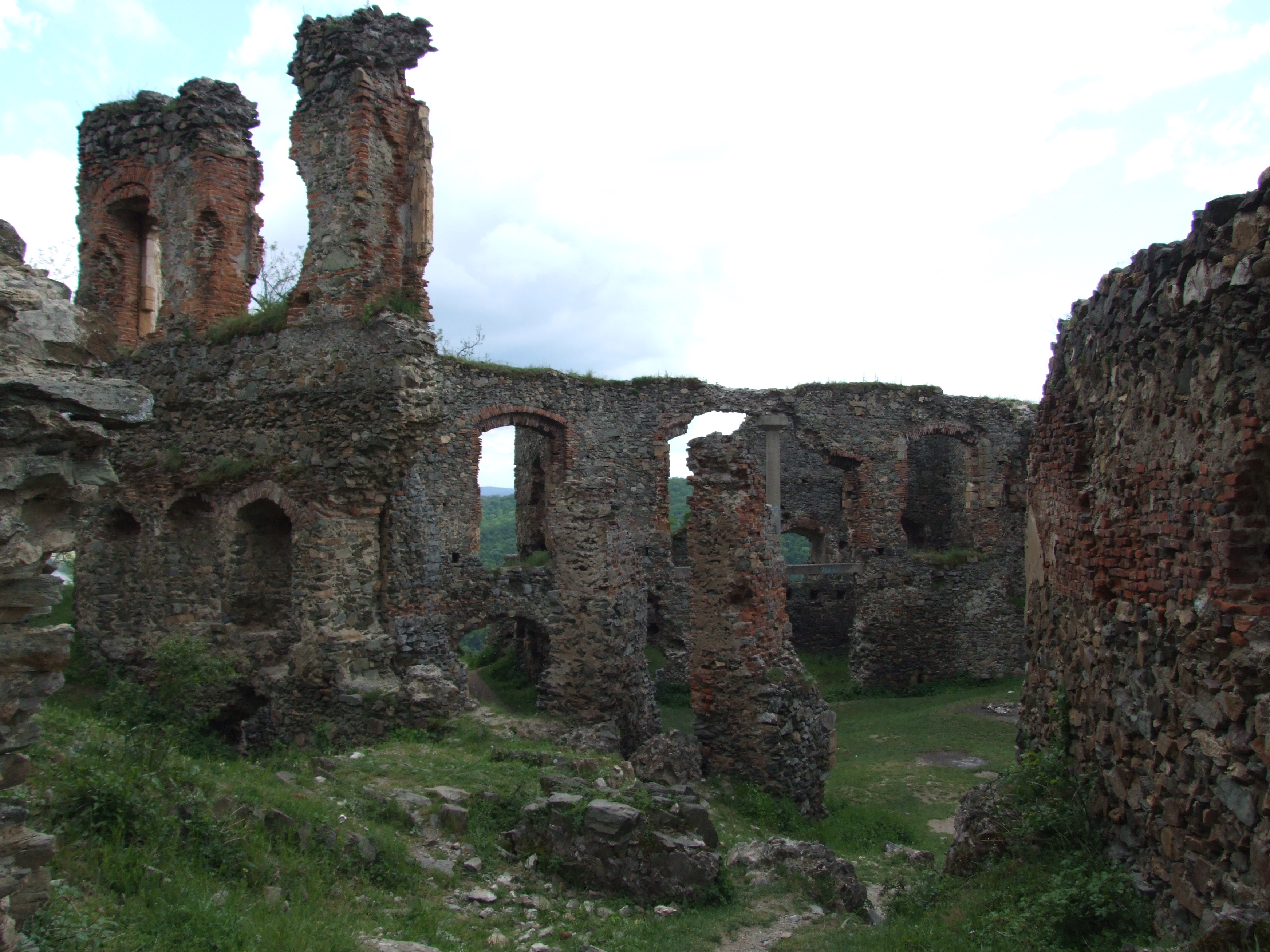
Curtea interioară
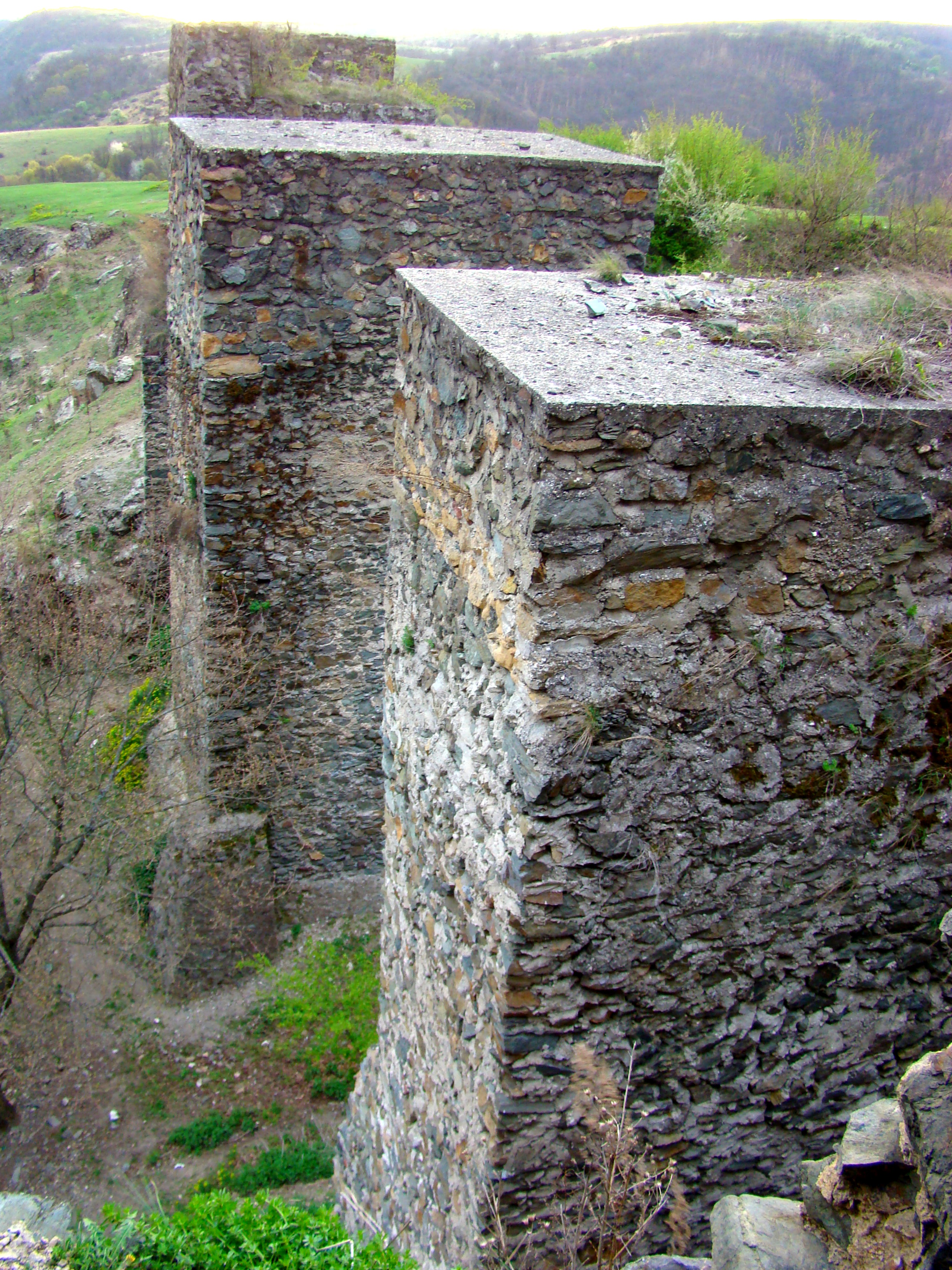
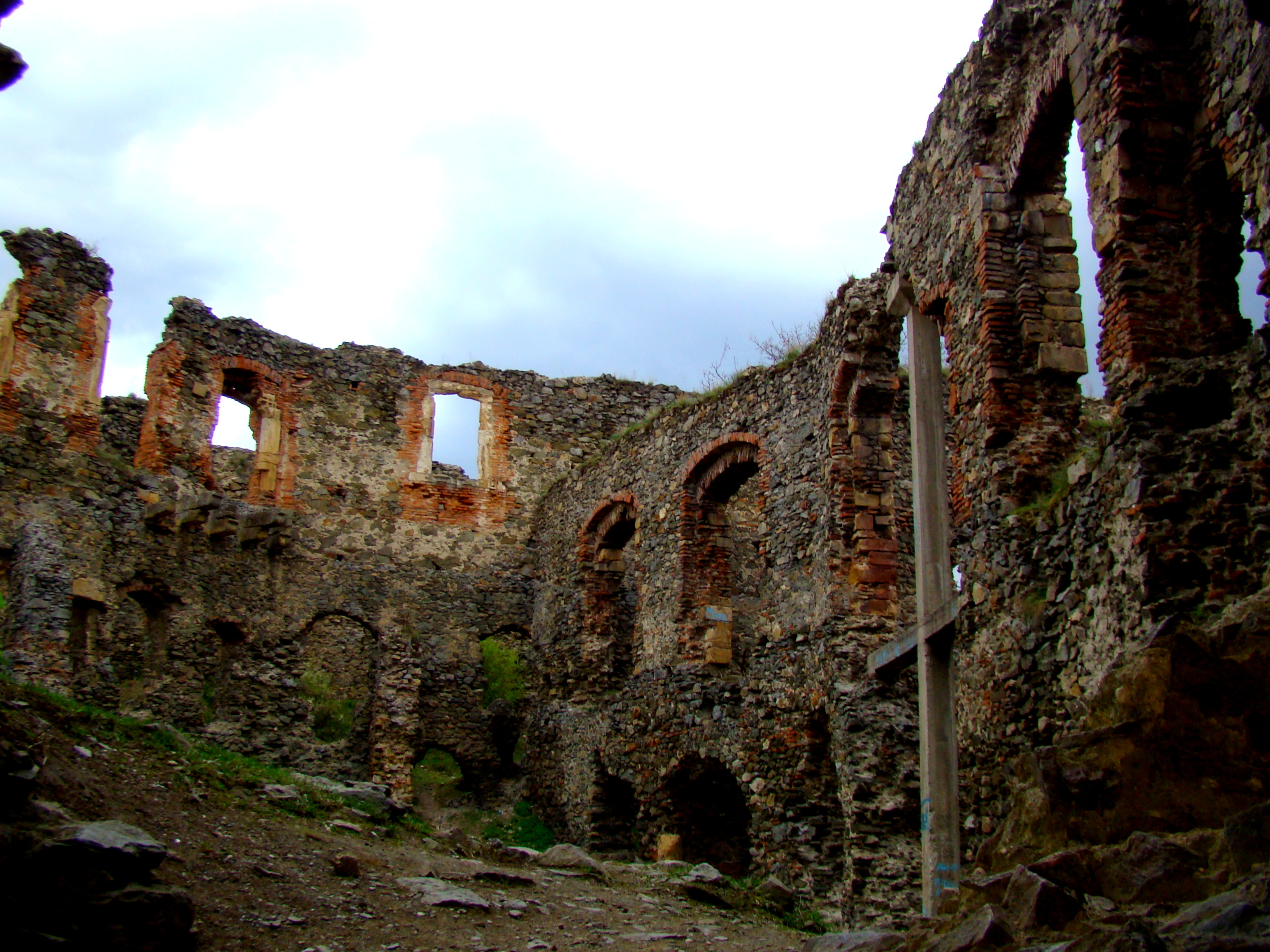
Rămășițe dintr-un balcon
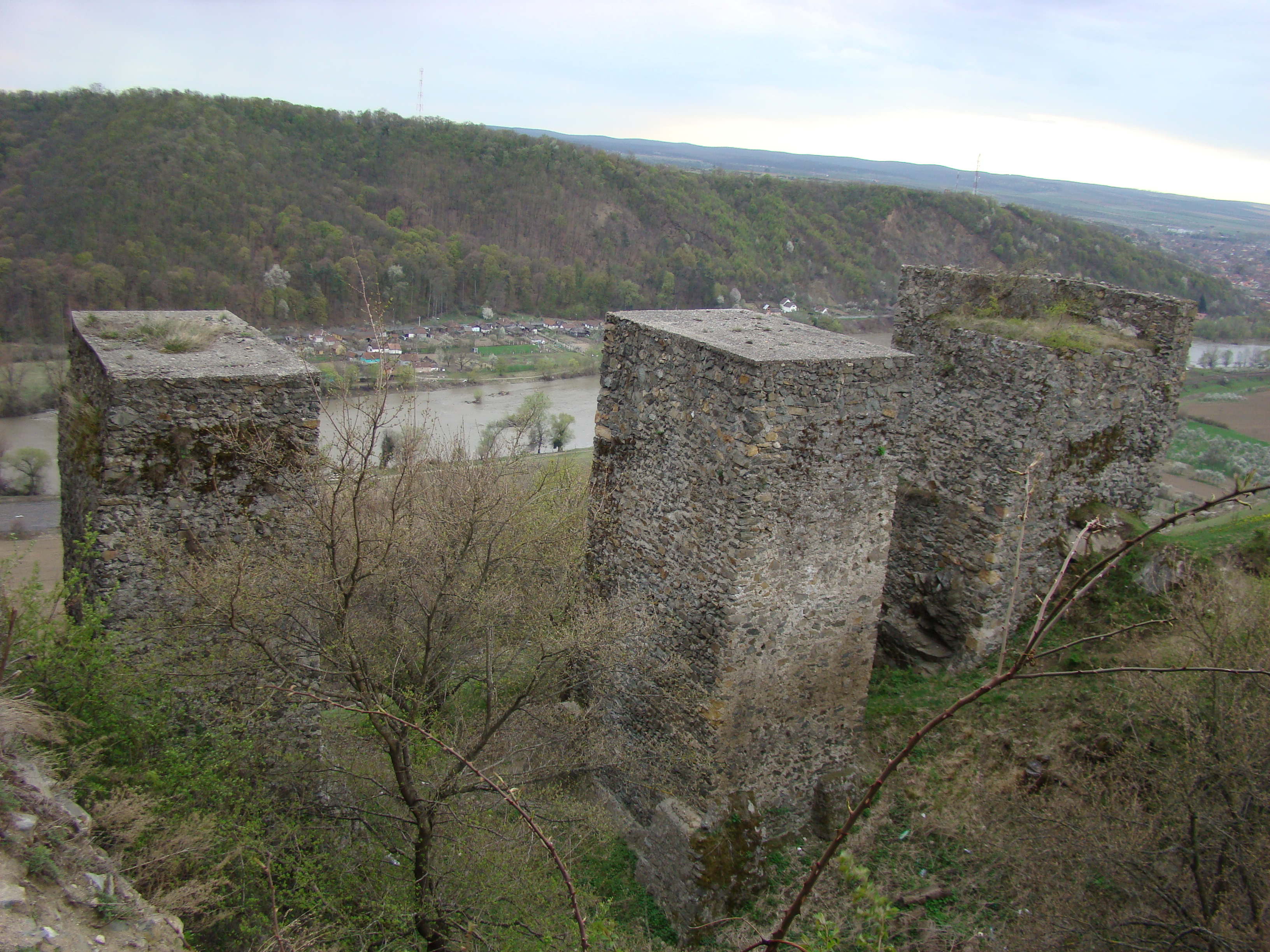
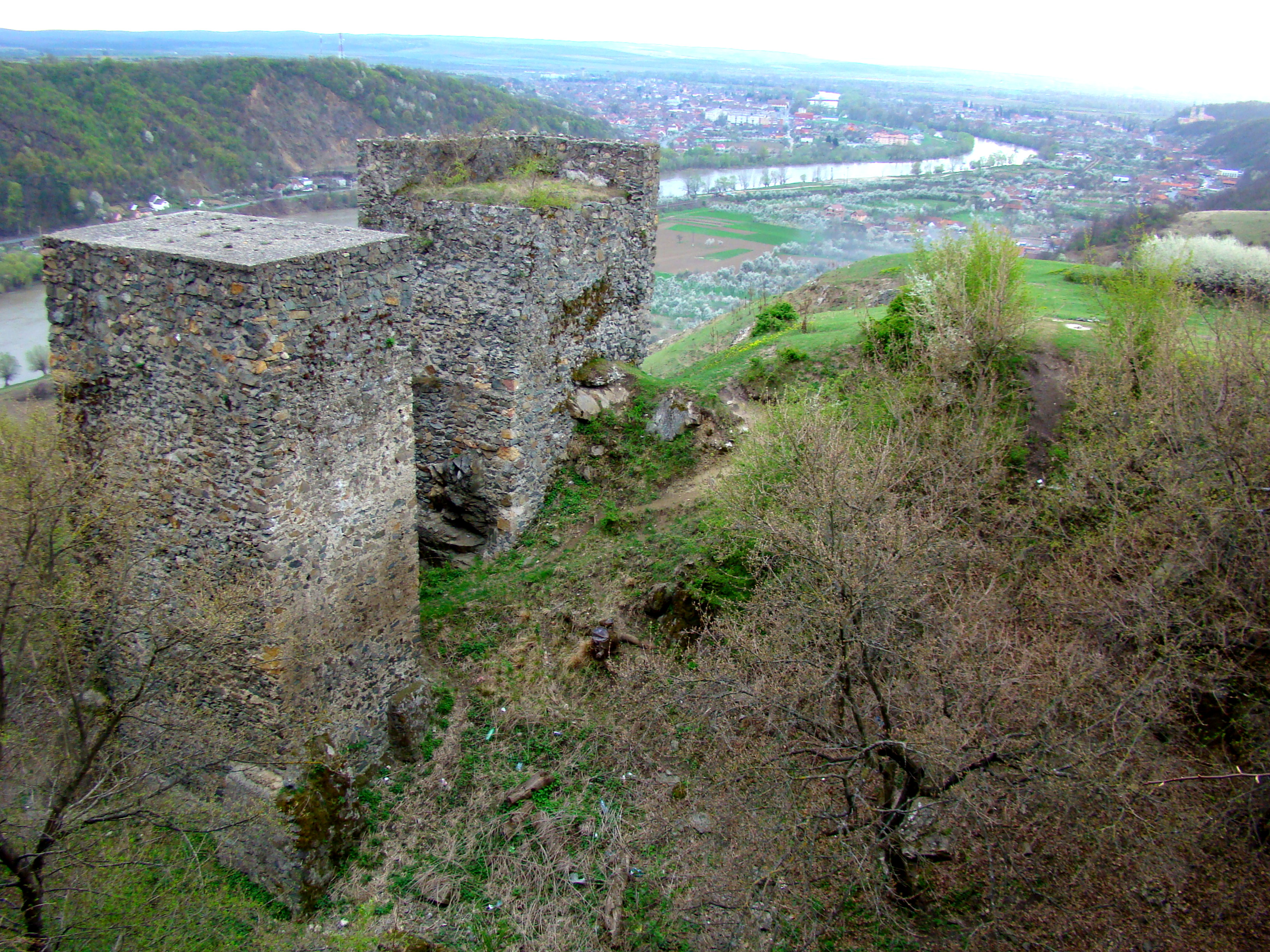
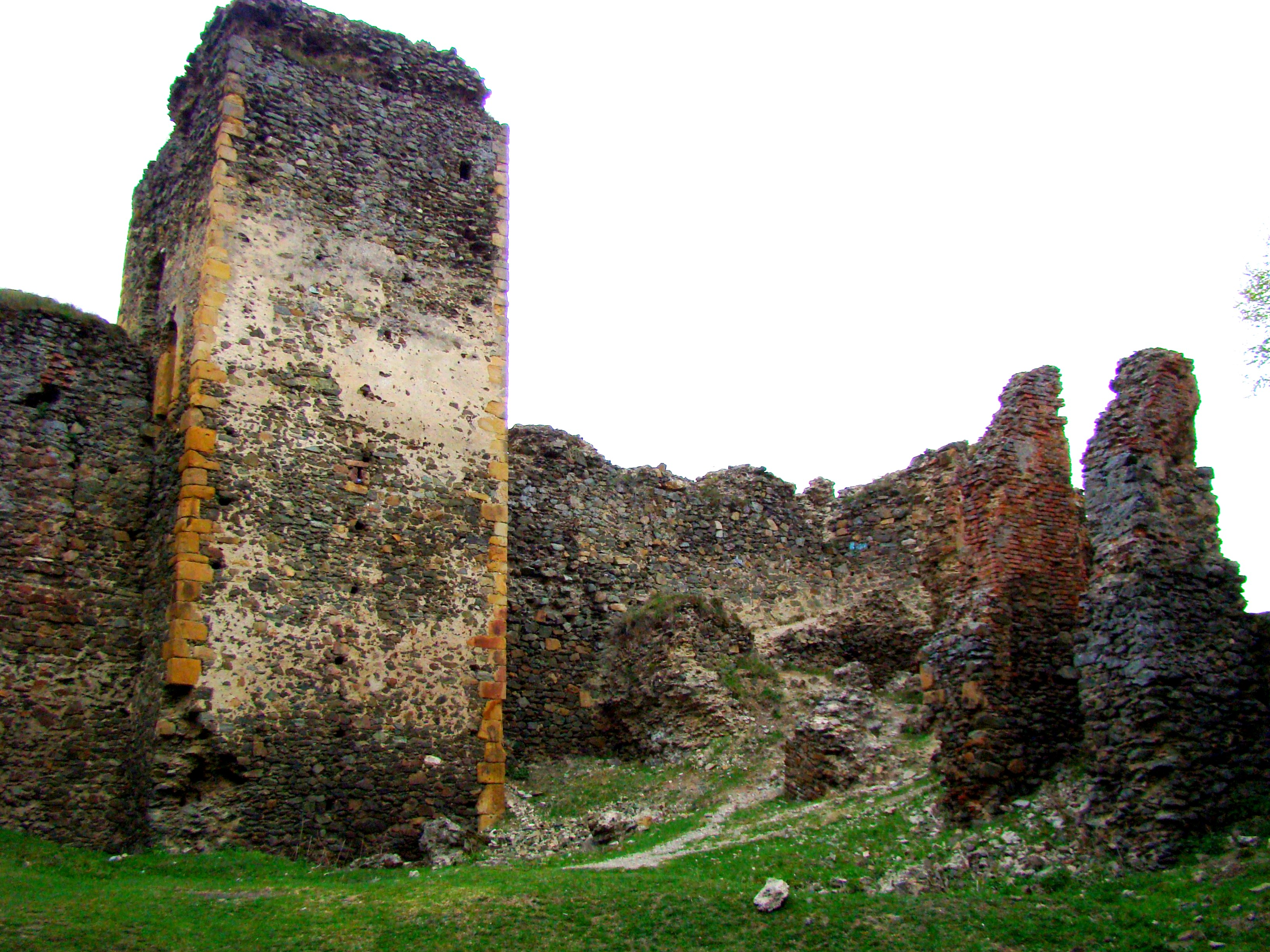
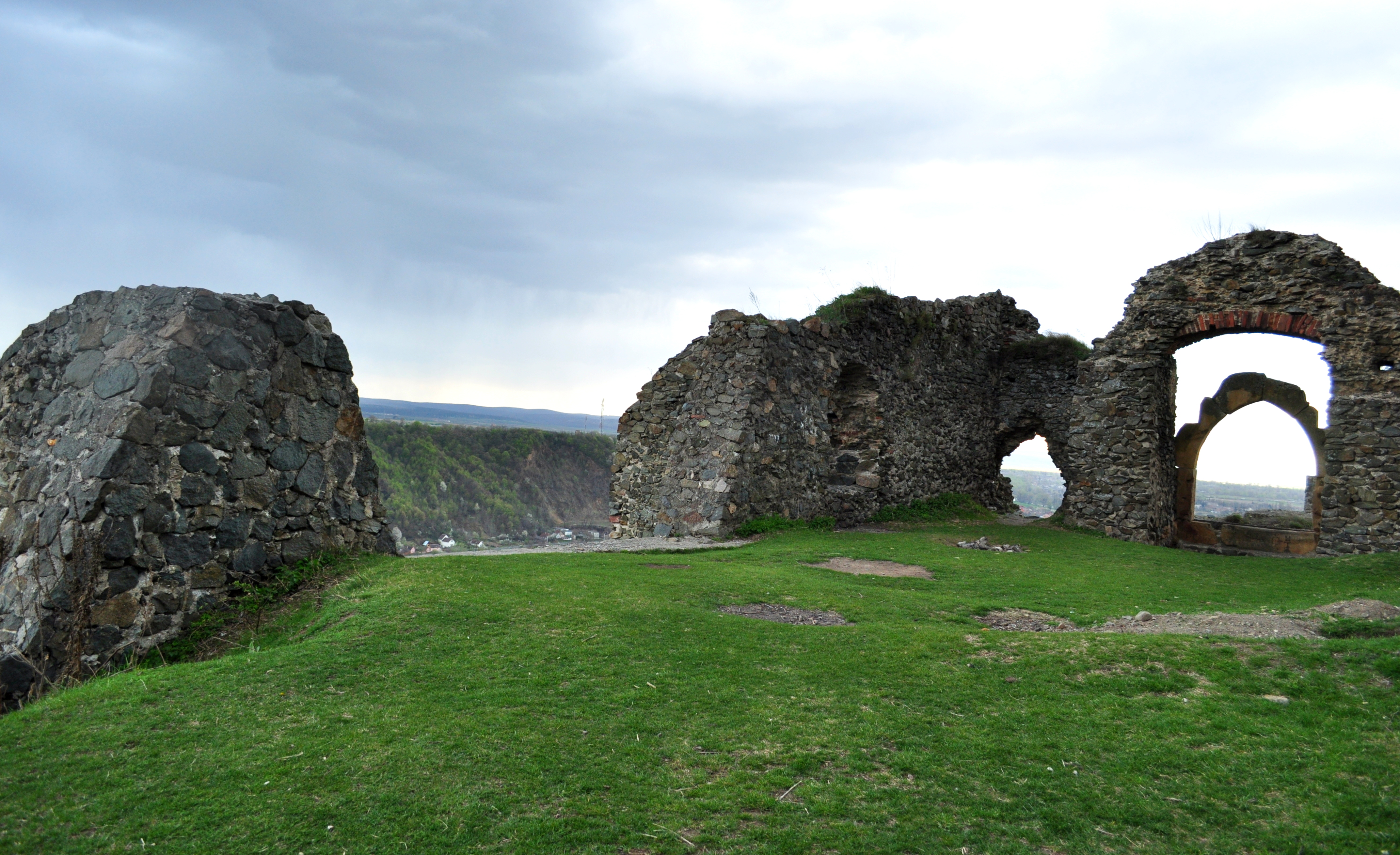
Mureșul văzut din cetate
Dealul pe care se află cetatea
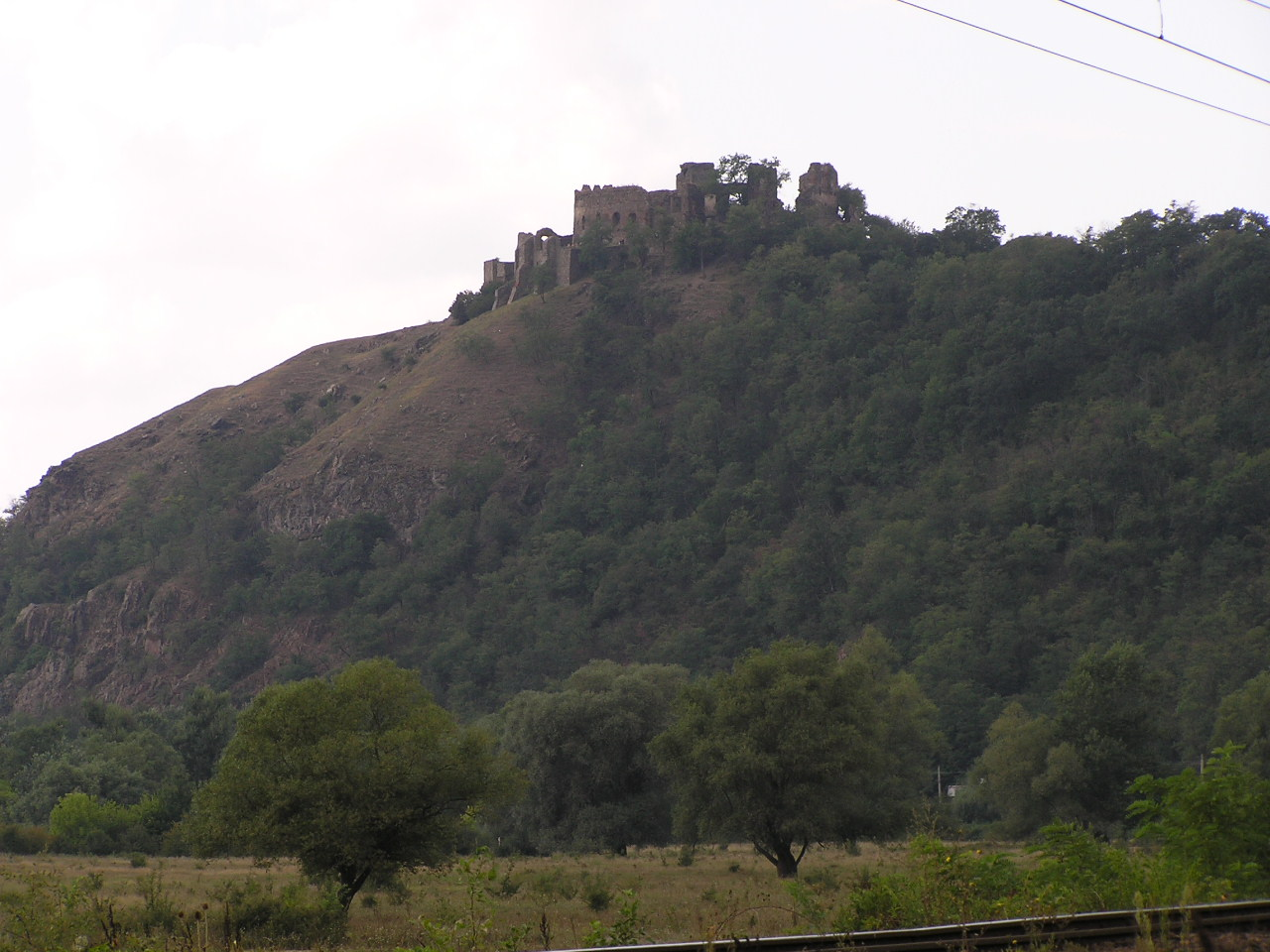
Cetatea Șoimoș văzută de la E68
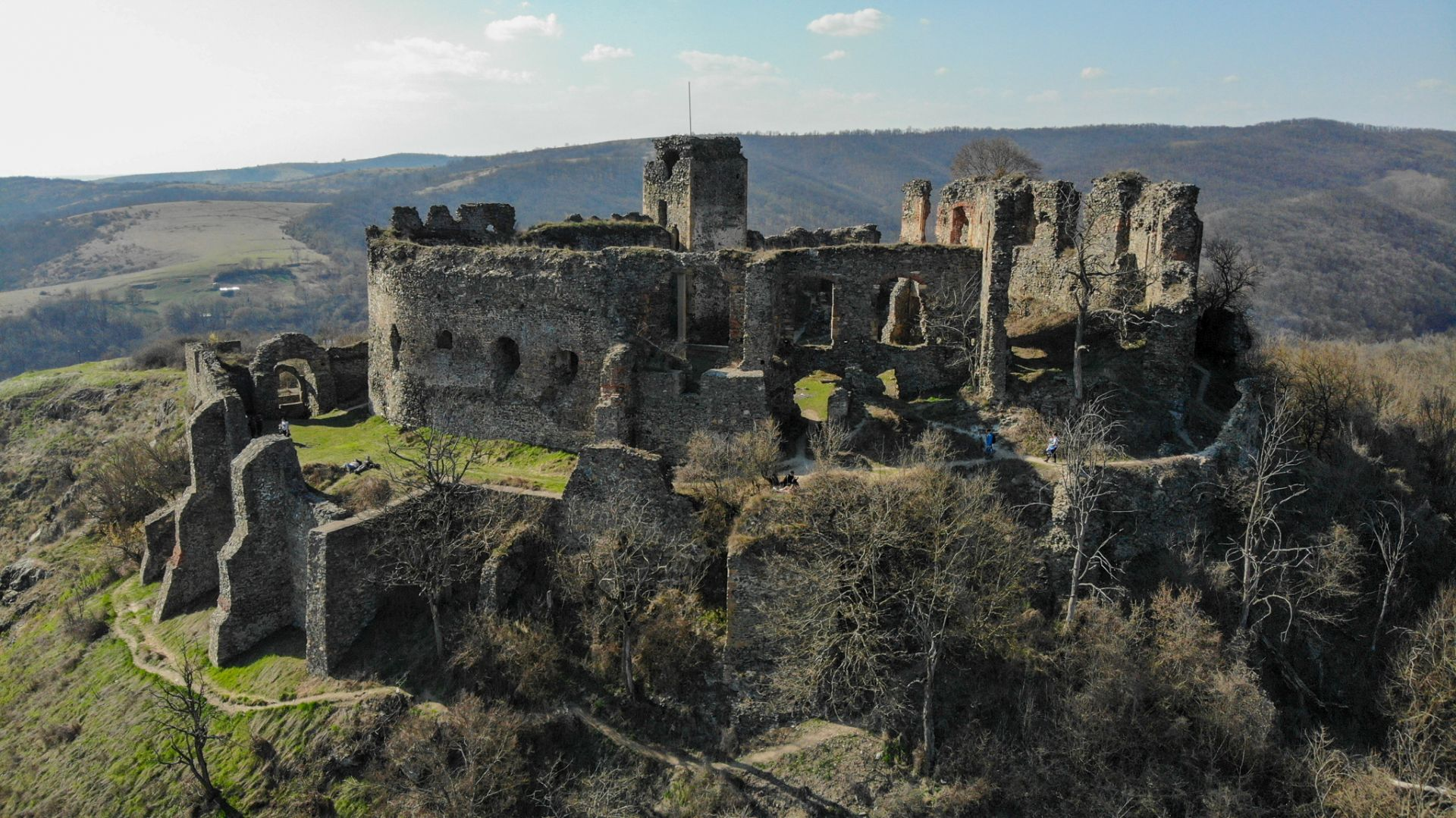
Drumetie la Cetatea Șoimoș din localitatea Lipova